# 男はつらいよ 寅次郎相合い傘
『男はつらいよ 寅次郎相合い傘』（おとこはつらいよ とらじろうあいあいがさ）は、1975年8月2日に公開された日本映画。マドンナに再び浅丘ルリ子演じる松岡リリーをむかえた『男はつらいよ』シリーズの第15作。同時上映は『ザ・ドリフターズのカモだ!!御用だ!!』。

## あらすじ
寅次郎が冒頭で見る夢では、海賊船の船長タイガーが妹チェリーたちを奴隷船から救い、故郷のカツシカ島に帰る。
ある日、とらやに突然リリー（第11作『男はつらいよ 寅次郎忘れな草』のマドンナ＝浅丘ルリ子）が現れる。リリーは前作最後での結婚から2年経たずに離婚し、再びドサ回りの歌手をしていると言う。寅次郎は旅に出ていて不在で、リリーはとても残念がるが、北の方に行けば寅次郎に会えるかもしれないと言って去る。
その寅次郎は青森で、通勤途中不意に蒸発したくなったという重役サラリーマン・兵頭（船越英二）と出会う。人がうらやむような地位や財力に恵まれながらも、自由な生き方に憧れると言う兵頭に手を焼いてしまう寅次郎だが、2人で函館に渡った後、偶然にもリリーと再会して大喜びする。3人で啖呵売や駅のベンチでのごろ寝もこなして楽しい道中となるが、小樽に着いた兵頭にはどうしても会いたい人がいるという。それは彼の初恋の人だったが、未亡人になった彼女（信子）が女手ひとつで子供を育て、懸命に生きる姿を見た兵頭はいたたまれなくなる。「僕っていう男はたった1人の女性すら幸せにしてやることもできないダメな男なんだ」と言う兵頭に対して、リリーが「女が幸せになるには男の力を借りなきゃいけないとでも思ってんのかい」と反論したことをきっかけに、その発言を「可愛げがない」と言う寅次郎とリリーが対立し、ついには喧嘩別れしてしまう。寅次郎は、去っていくリリーをどうすることもできない。
やがて柴又に帰ってきた寅次郎だが、リリーとの一件を悔やんで表情は沈んだまま。だがそこへひょいとリリーが現れる。リリーもまたあの一件を悔やんでおり、2人はあっという間によりを戻す。寅次郎ととらやに居候し始めたリリーとは、その仲むつまじい様子が近所でも噂になるほど。大喧嘩をした後でも、その日のうちに仲直りする。さくらは、そんな2人を見て、苦労人のリリーだったら風来坊の寅次郎のこともきちんとコントロールできるだろうと思い、「あの2人の喧嘩は夫婦げんかのようなもの」、「案外うまくいくんじゃないのかな」という博の発言にも後押しされる形で、思い切ってリリーに「リリーさんがお兄ちゃんの奥さんになってくれたらどんなに素敵だろうな」と言う。リリーは、一点を見つめたままの真剣な表情で、「いいわよ。あたしみたいな女でよかったら」と答える。さくらを始めとらやの人びとは、そのリリーの答えにざわめきたつ。
そこへ寅次郎が帰ってきて、さくらから報告を受けるもそれに対して「冗談なんだろ」と語りかける寅次郎に、リリーも表情を変え、笑顔で「そう、冗談に決まってるじゃない」と返し、とらやを去ってしまう。リリーの返答は冗談だとは思えなかった、だからすぐに追いかけるべきと言うさくらに、寅次郎は「あいつは頭のいい、気性の強い、しっかりした女なんだよ。俺みてえなバカとくっついて、幸せになれるわけがねえだろ」と言う。そして、さらに付け加える。「あいつも俺と同じ渡り鳥よ。腹すかせてさ、羽根怪我してさ、しばらくこの家に休んだまでのことだ。いずれまたパッと羽ばたいてあの青い空へ……な、さくら、そういうことだろう」「……そうかしら」のやりとりに、寅次郎、リリー、さくらの「定住と漂泊」をめぐる思いがクロスする。
盛夏になり、寅次郎が去ったとらやを、兵頭が訪れる。リリーを「渡り鳥」にたとえた寅次郎を「詩人」だと評するとともに、無理矢理結婚の話を持ち出したことで「仲のいい友達」同士だった2人の仲を割いた気がするというさくらの言葉を「優しい言い方」と表現する。その頃、寅次郎はまた北海道を旅していた。

## 名場面（寅のアリア・メロン騒動・相合い傘）
「寅のアリア」については男はつらいよ#有名なシーンを参照のこと。
寅次郎が兵頭から贈られたメロンがきっかけでリリーと大喧嘩になってしまう場面は「メロン騒動」と呼ばれ、高く評価されている。
寅次郎とリリーの相合い傘のシーンは、タイトルの由来ともなったもので、シリーズ屈指の名場面として名高い。

## スタッフ
- 監督 - 山田洋次
- 脚本 - 山田洋次、朝間義隆
- 製作 - 島津清
- 音楽 - 山本直純

## キャスト
- 車寅次郎：渥美清
- さくら：倍賞千恵子
- 竜造：下條正巳
- 博：前田吟
- つね：三崎千恵子
- 社長：太宰久雄
- 源公：佐藤蛾次郎
- 満男：中村はやと
- 奴隷商：吉田義夫
- 信子：岩崎加根子 - 堀田信子。兵藤謙次郎の初恋の人。軽食喫茶「ポケット」のママ
- 君子：久里千春 - 兵藤謙次郎の妻
- 鞠子：早乙女愛 - 兵藤謙次郎の娘
- 印刷工：笠井一彦
- 印刷工：羽生昭彦
- 印刷工：長谷川英敏
- 渡辺隆司
- 渡辺紀行
- 函館・北海ラーメン屋の親爺：大杉侃二郎
- 酔っ払い：城戸卓
- 酔っ払い：北竜介
- 朱実：佐藤壽美
- 青森の旅館の仲居：宇佐美ゆふ
- 小樽の主婦：村上記代 - 小樽聖公会の近くの石段で、兵藤が初恋の人堀田の住まいを尋ねる。
- 函館の旅館の仲居：谷よしの
- 八百満のおかみ：後藤泰子
- 八百満の客・函館のキャバレーホステス：秩父晴子 - 函館 日ノ浜町 日ノ浜海岸で寅さんと再会
- 八百満の客：戸川美子
- 函館のキャバレーホステス：光映子 - 函館 日ノ浜町 日ノ浜海岸で寅さんと再会
- 兵頭謙次郎：船越英二
- 御前様：笠智衆
- リリー：浅丘ルリ子 - 松岡清子。父が印刷工だった。
- 海賊の一団：統一劇場（ノンクレジット）
- 海賊1 - 米倉斉加年（ノンクレジット）
- 海賊2 - 上條恒彦（ノンクレジット）

## ロケ地
- 青森県青森市（映画館スバル座、善知鳥神社、陸奥屋支店、青函連絡船十和田丸）
- 北海道函館市（函館港、恵山日ノ浜海岸、ラーメン屋台）、小樽市（蘭島海水浴場、蘭島駅、塩谷駅、塩谷海岸、小樽運河、北浜橋、相生坂、喫茶ポケット、小樽港）、札幌市（大通公園）、苫小牧市美沢
- 東京都墨田区（錦糸町楽天地）、葛飾区（新小岩コーポ）

出典 - 『男はつらいよ 寅さん読本』1992年 622頁、および松竹公式サイトより。

## その他
- 使用されたクラシック音楽
  - ドヴォルザーク作曲：交響曲第9番 ホ短調 作品95『新世界より』第2楽章 Largo ～夢のシーン
  - ウィリアム・ヘイス作曲：故郷の廃家（My Dear Old Sunny Home）～夕焼けの塩谷海岸
  - スコットランド民謡：故郷の空（Comin' Thro' the Rye）～北海道 牧場の田舎道
  - テクラ・バダジェフスカ作曲：『乙女の祈り』オルゴール～寅が帰ってくるとらやに商店街から聞こえてくる

## 記録
- 観客動員 - 200万人[10]
- 配給収入 - 9億3000万円[1]（9億円[10]とも）

## 受賞
- 第30回毎日映画コンクール
  - 主演女優賞／浅丘ルリ子
  - 美術賞／佐藤公信
- 第49回キネマ旬報ベスト・テン
  - 日本映画第5位
  - 主演女優賞／浅丘ルリ子
- 第18回ブルーリボン賞
  - 主演女優賞／浅丘ルリ子
  - 助演女優賞／倍賞千恵子
  - 特別賞／山田洋次